# Tauroginie (miasteczko)
Tauroginie (lit. Tauragnai) – miasteczko na Litwie, położone w okręgu uciańskim w rejonie uciańskim, siedziba gminy Tauroginie, 17 km na południowy wschód od Uciany w Auksztockim Parku Narodowym, 351 mieszkańców (2001). 
Znajduje się tu kościół katolicki, szkoła podstawowa, muzeum i poczta. Od 2001 roku miejscowość posiada własny herb nadany dekretem Prezydenta Republiki Litewskiej.